# Якобини, Мария
Мария Якобини (итал. Maria Jacobini; 17 февраля 1892, Рим — 22 ноября 1944, Рим) — итальянская актриса.

## Биография
Родилась в аристократической семье. В детстве и юности посещала занятия драматических курсов. Окончила Академию драматического искусства. С 16-ти лет стала выступать на театральной сцене. С 1909 года начала с успехом работать на сцене римского театра «Делле Кватро Фонтана». В 1910 году подписала контракт с кинофирмой «Film d’Arte Italiana» и вместе с Франческой Бертини выдвинулась в кинозвезды итальянского немого кино. Исполнила главные роли в картине Нино Оксилена «Жанна д’Арк» (1912) и в фильме из времен раннего христианства «Этим победишь» (1913). Снималась в Германии, Франции, Англии и других странах Европы, в том числе в СССР: «Живой труп», «Илла Дилли», «Двуногие». В отличие от других звезд немого кино прекрасно адаптировалась к звуку и продолжала активно сниматься в звуковых фильмах режиссеров Луиджи Дзампа, Джорджо Симонелли и в фильмах своего мужа Дженнаро Рикелли. Мария Якобини снялась в 97 фильмах. Последней ролью актрисы было в фильме «La donna della montagna». В 1938—1943 годах — профессор, заведующий кафедрой драмы в Экспериментальном центре кинематографии в Риме.